# Крейсера проекта 66
Крейсера проекта 66 — проект тяжёлых крейсеров ВМФ СССР, разрабатывавшийся в 1947—1954 годах. По своеобразной советской классификации именовался средним крейсером, так как занимал промежуточное место между лёгкими крейсерами проекта 68-бис и «тяжёлыми» (фактически линейными) крейсерами проекта 82. Проектировался с расчетом на достижение превосходства над американскими тяжёлыми крейсерами типа «Де Мойн». К началу 1950-х годов разработка зашла в тупик, была отвергнута флотом и прекращена на стадии откорректированного эскизного проекта.

## История проектирования
Идея строительства крейсеров близким по параметрам к зарубежным «вашингтонским» крейсерам была выдвинута в 1941 году, после того как в Ленинград привели на буксире закупленный в Германии тяжёлый крейсер «Лютцов» типа «Адмирал Хиппер», получивший в ВМФ СССР имя «Петропавловск». В мае 1941 года нарком и командующий ВМФ СССР Н. Г. Кузнецов утвердил задание на разработку крейсера проекта 82, вооружённого 203-мм орудиями и близкого по тактико-техническим характеристикам к «Лютцову». В годы Великой Отечественной войны разработка проекта была продолжена силами ЦКБ-17. В 1943 году специалистами этой организации было предложено вооружить новый крейсер орудиями увеличенного калибра — 210—230 мм, что, по их мнению, обеспечило бы кораблю огневое превосходство над иностранными крейсерами с 203-мм артиллерией.

## Оценка проекта
Крейсер проекта 66 стал последним крупным артиллерийским кораблем, разработанным в СССР. Задуманный как советский ответ на американские тяжёлые крейсера типа «Де Мойн», он оказался почти на 10 000 тонн большего водоизмещения. Тем не менее, решающего преимущества перед своим американским оппонентом он не имел. Превосходство в дальности стрельбы главным калибром не могло быть реализовано из-за несовершенства систем управления огнём, а при сближении преимущество в огневой мощи получал более скорострельный американский крейсер. Размеры проекта 66 не соответствовали его реальной ударной мощи, при том, что по размерам он приближался к гораздо более мощным кораблям проекта 82. Зенитное вооружение крейсера также рассматривалось как не обеспечивающее отражение даже ограниченных авиационных ударов. Зато корабль оказывался очень дорогим, его стоимость при серийной постройке оценивалась в 900 миллионов советских рублей. Для сравнения, крейсер проекта 82 стоил 1168 миллионов рублей, крейсер проекта 68-бис — 322 миллиона рублей.
Существует мнение, что крейсера проекта 66 должны были действовать в составе перспективных авианосных соединений советского флота, повышая их боевую устойчивость. Однако для этого его зенитное вооружение должно было быть серьезно усилено, что повлекло бы за собой дальнейший рост размеров и стоимости. Постройка авианосцев и крейсеров проекта 66 велась бы на одних и тех же заводах, что делало одновременное осуществление программы маловероятной. Головной корабль проекта 66 даже при самых благоприятных обстоятельствах не мог быть введен в строй ранее 1958 года. Но в начале 1950-х годов руководство ВМФ СССР начало возлагать свои надежды на новые типы вооружений, в частности на противокорабельные ракеты. В итоге, разработка проекта была прекращена, что поставило точку в развитии крупных артиллерийских кораблей флота.